# Diosaccus longirostris
Diosaccus longirostris is een eenoogkreeftjessoort uit de familie van de Miraciidae. De wetenschappelijke naam van de soort is voor het eerst geldig gepubliceerd in 1863 door Claus.